# Меза (Судиславское сельское поселение)
Меза — деревня в Судиславском сельском поселении Судиславского района Костромской области России. 

## География
Деревня расположена у одноименной реки.

## История
Согласно Спискам населенных мест Российской империи в 1872 году деревня Деревнища на Мезе относилась к 2 стану Кинешемского уезда Костромской губернии. В ней числилось 23 двора, проживало 84 мужчины и 86 женщин.
Согласно переписи населения 1897 года в деревне Деревнища (Меза) проживало 190 человек (79 мужчин и 111 женщин).
Согласно Списку населенных мест Костромской губернии в 1907 году деревня Деревнища (Меза) относилась к Колшевской волости Кинешемского уезда Костромской губернии. По сведениям волостного правления за 1907 год в ней числилось 48 крестьянских дворов и 255 жителей. В деревне имелась кузница. Основным занятием жителей Колшевской волости, помимо земледелия, была работа бондарями, дегтярями, угольщиками, пильщиками, рабочими на химических заводах.
До муниципальной реформы 2010 года деревня также входила в состав Судиславского сельского поселения Судиславского района.

## Население
| 2008 | 2010 | 2014 |
| ---- | ---- | ---- |
| 0    | →0   | →0   |